# Villa Verucchio
Villa Verucchio is een plaats (frazione) in de Italiaanse gemeente Verucchio.

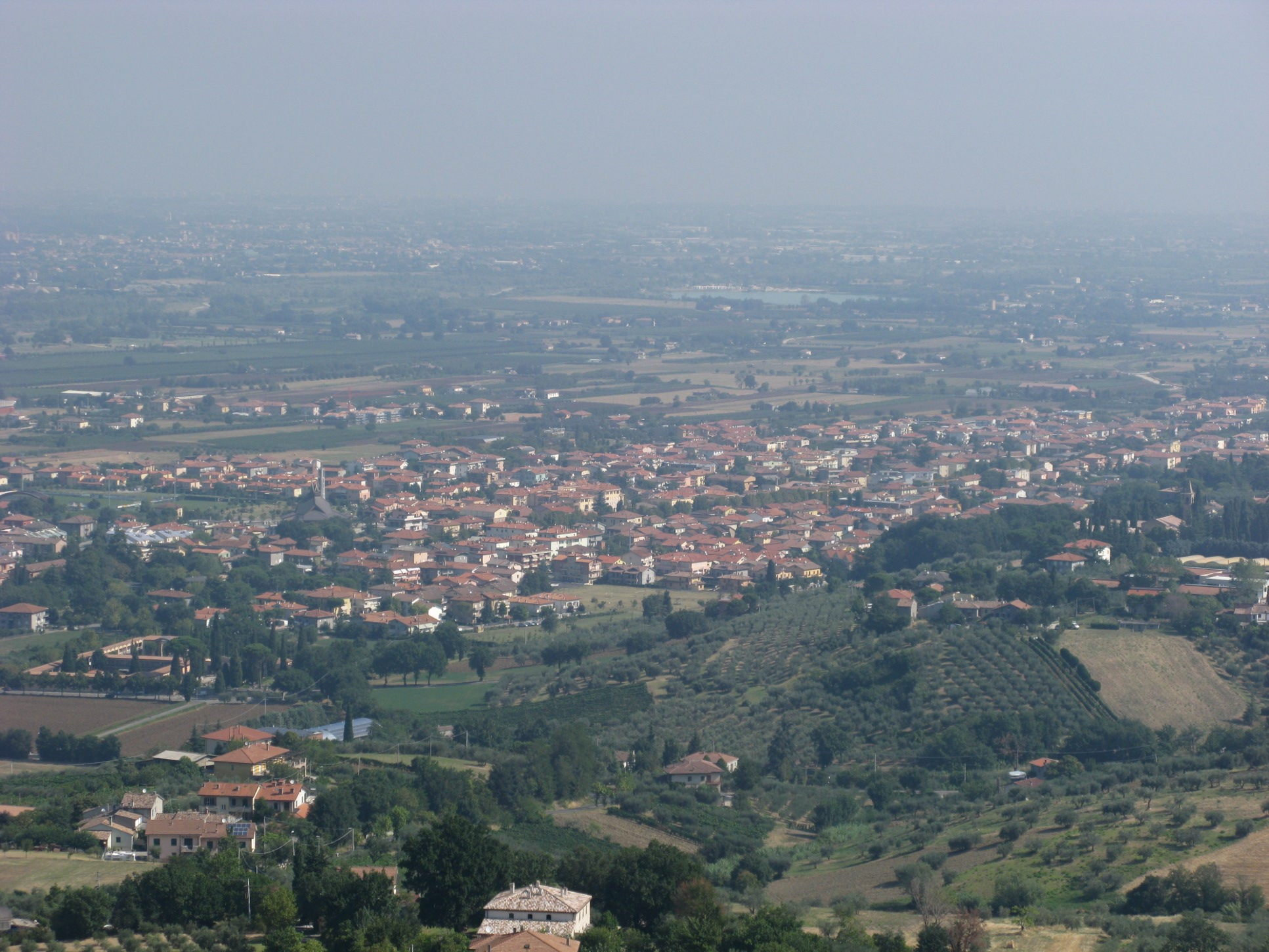
Villa Verucchio